# Thomisus rajani
Thomisus rajani es una especie de araña cangrejo del género Thomisus, familia Thomisidae. Fue descrita científicamente por Bhandari & Gajbe en 2001.

## Distribución
Esta especie se encuentra en India.